# Vad (okręg Kluż)
Vad – wieś w Rumunii, w okręgu Kluż, w gminie Vad. W 2011 roku liczyła 331 mieszkańców.